# Aleksandr Isayevich Solzhenitsyn
Aleksandr Isayevich Solzhenitsyn (tiếng Nga: Алекса́ндр Иса́евич Солжени́цын, 11 tháng 12 năm 1918 – 3 tháng 8 tháng 2008) là nhà văn, nhà viết kịch của Liên Bang Xô Viết và Liên Bang Nga, từng đoạt giải Nobel Văn học năm 1970.

## Tiểu sử
Alekxandr Isayevich Solzhenitsyn sinh ở Kislovodsk, vùng bắc Kavkaz. Bố mất khi Solzhenitsyn chưa sinh, mẹ đi làm nghề đánh máy để nuôi con. Năm 1923 hai mẹ con chuyển về thành phố Rostov-trên-sông-Đông (Rostov-na-Donu). Từ năm 1926 đến 1936 học ở trường phổ thông, thường bị bạn bè chế giễu vì đeo thập tự và không muốn vào Đội thiếu niên Lenin. Sau đó, nghe theo lời khuyên của các thầy cô giáo, Solzhenitsyn đã tiếp nhận lý tưởng cộng sản, năm 1936 vào Đoàn thanh niên Cộng sản Komsomol. Từ nhỏ Solzhenitsyn đã muốn trở thành nhà văn nhưng có năng khiếu toán học nên năm 1936 ông theo học khoa Toán trường Đại học Rostov để sau này dễ kiếm việc làm. Những năm học ở Đại học Rostov, Solzhenitsyn luôn là sinh viên xuất sắc, được nhận học bổng Stalin.
Năm 1937, ông đã từng dự định viết tiểu thuyết về Chiến tranh thế giới thứ nhất với tên Hãy yêu cách mạng. Năm 1939 ông tham gia lớp học hàm thụ ở Đại học Triết - Văn - Sử Moskva danh tiếng thời đó. Năm 1941 tốt nghiệp Đại học Rostov, nhập ngũ và được thưởng hai huân chương với quân hàm đại úy. Thời gian này Solzhenitsyn sáng tác một số tác phẩm, trong nhận thức và tư tưởng bắt đầu có những thay đổi. Tháng 7 năm 1945 ông bị kết án tù 8 năm vì một bức thư viết gửi bạn bày tỏ quan điểm chống lại Chủ nghĩa Stalin. Những năm tháng tù giam, đi qua nhiều nơi trên đất nước đã giúp ông sau này có được chất liệu sống thực cho những tác phẩm của mình. Năm 1952, ông bị ung thư, phải mổ trong bệnh viện tại trại giam và đã qua khỏi. Stalin mất, ông được phục hồi, về sống ở Moskva đến năm 1957 rồi đi Riazan dạy học. Trong thời gian này ông bắt đầu viết tiểu thuyết Tầng đầu địa ngục (В круге первом, 1955-1968) và in truyện vừa đầu tiên Một ngày của Ivan Denisovich (Один день Ивана Денисовича, 1958) cùng một số tác phẩm khác đã khiến ông rất nổi tiếng, đến mức được đề cử nhận giải thưởng Lenin.
Năm 1967, sau khi Alekxandr Solzhenisyn gửi một bức thư ngỏ đến Đại hội nhà văn Liên Xô phản đối chế độ kiểm duyệt, ông bị chính quyền và báo chí phê phán kịch liệt, bị khai trừ khỏi Hội nhà văn, bị cấm in sách. Một số tác phẩm của ông không được in ở trong nước nhưng có người đem in ở nước ngoài mà không xin phép ông như Tầng đầu địa ngục, Trại ung thư (Раковый корпус), Tháng 8 năm 1914 (Август четырнадцатого), điều này càng khiến chính quyền Xô Viết phản ứng nhưng ông thì được nhiều người biết đến.
Năm 1970, Alekxandr Solzhenisyn được tặng giải Nobel nhưng ông không đến Thụy Điển nhận lễ trao giải vì sợ sau đó không trở về nước được; hai năm sau ông mới đến nhận giải và đọc Diễn từ. Năm 1974, sau khi công bố bản tuyên ngôn Không sống bằng dối trá (Жить не по лжи) và cho in tác phẩm Quần đảo GULag (Архипелаг ГУЛаг) ở Paris, Solzenitsyn bị bắt, bị nhà nước Liên Xô tước quyền công dân và bị trục xuất sang Cộng hòa Liên bang Đức, sau đó ông định cư ở Hoa Kỳ.
Bản tuyên ngôn Không sống bằng dối trá được viết ngay trước khi ông bị trục xuất khỏi nước Liên Xô đã thể hiện tâm tư của ông. Bài viết này được các báo chí trên thế giới đăng lại hoặc nhắc đến, gồm The Washington Post , Time NewYork Times.
Năm 1975, ông chỉ trích việc Mỹ rút lui khỏi chiến tranh Việt Nam. Sau khi Tổng thống Mỹ Gerald Ford từ chối gặp mặt, ông đã phát biểu trước Liên đoàn Lao động Hoa Kỳ và Đại hội các Tổ chức Công nghiệp Hoa Kỳ, kêu gọi phương Tây chống lại chủ nghĩa cộng sản trên toàn thế giới.
Năm 1991, Liên Xô tan rã. Tháng 5 năm 1994 ông trở về sống ở Nga. Tuy viết nhiều tác phẩm chống Liên Xô, nhưng sau khi chứng kiến tình trạng nước Nga, Solzhenitsyn hối hận và cho rằng việc Liên Xô tan rã đã khiến cho "Thảm họa Nga bắt đầu bùng phát năm 1992: cuộc sống, đạo đức và nhận thức xã hội tan rã, không thể ngăn cản; trong văn hóa và khoa học, mất đi hoạt động hợp lý, giáo dục trường học và chăm sóc trẻ em rơi vào tình trạng rối loạn nghiêm trọng."
Năm 2006 ông được tặng giải thưởng nhà nước của Liên Bang Nga vì những đóng góp trong hoạt động nhân đạo. Ngày 3 tháng 8 năm 2008, do căn bệnh đau tim, ông qua đời ở nhà riêng tại ngoại ô Moskva, hưởng thọ 89 tuổi. Theo một số ghi nhận khác thì ông chết sau cơn đột quỵ. Tổng thống Nga Dmitry Medvedev đã gửi lời chia buồn tới gia đình Solzhenitsyn.
Solzhenitsyn cũng chịu nhiều chỉ trích về việc ông đã giúp phương Tây thực hiện tuyên truyền chống Liên Xô. Vladimir Karpov, anh hùng Liên Xô, đã nói: "Có những kẻ phản bội trong thời bình - đó là các ông, Sakharov và Solzhenitsyn! Hôm nay các ông đã bắn vào lưng đồng bào của mình". Boris Efimov, Nghệ sĩ Nhân dân Liên Xô, cho rằng: "Solzhenitsyn đã dấn thân vào con đường phản bội, trở thành một biểu ngữ cho những nhóm chống cộng và chống Liên Xô trong tất cả các trường hợp". Mikhail Zharov, Nghệ sĩ Nhân dân Liên Xô, thậm chí còn nặng lời hơn: "Tên khốn này không có chỗ đứng trong số chúng tôi."

## Tác phẩm và kịch đã công bố
- Solzhenitsyn, Aleksandr Isaevich. Cơn bão trên dãy núi (A Storm in the Mountains).
- ——— (1962). Một ngày trong cuộc đời của Ivan Denisovitr (truyện vừa).
- ——— (1963). Chuyện ở ga Krechetovka (truyện vừa).
- ——— (1963). Ngôi nhà của Matryona (truyện vừa).
- ——— (1963). Vì lợi ích công việc (truyện vừa).
- ——— (1968). Tầng đầu địa ngục (tiểu thuyết). Henry Carlisle, Olga Carlisle (biên dịch).
- ——— (1968). Khu ung thư (tiểu thuyết).
- ——— (1969). Cô gái đang yêu và sự ngay thẳng (kịch). Cũng có tên Người tù và cô gái làng chơi trong trại (The Prisoner and the Camp Hooker) hoặc Kẻ mới đến và cô gái hư hỏng (The Tenderfoot and the Tart).
- ——— (1970). "Luận văn nhận giải" (giao bằng văn bản và không thực sự được sáng tác tành một bài thuyết trình). Giải Nobel. Viện Hàn lâm Thụy Điển. Truy cập ngày 19 tháng 3 năm 2019.
- ——— (1971). Tháng 8 năm 1914 (tiểu thuyết lịch sử). Sự khởi đầu lịch sử ra đời Liên Xô. Trung tâm là thất bại thảm khốc ở Trận Tannenberg tháng 8 năm 1914, và sự bất lực của giới lãnh đạo quân đội. Các tác phẩm khác, có tiêu đề tương tự, tiếp diễn câu chuyện: xem Bánh xe đỏ (tiêu đề tổng thể).
- ——— (1973–78). Quần đảo Gulag. Henry Carlisle, Olga Carlisle (bd.). (3 tập), không chỉ là một cuốn hồi ký, mà còn là lịch sử của toàn bộ quá trình phát triển và quản lý một nhà nước cảnh sát ở Liên Xô.
- ——— (1951). Đêm Phổ (thơ) (xuất bản 1974)..
- ——— (ngày 10 tháng 12 năm 1974), Đại tiệc Nobel (diễn thuyết), Tòa thị chính Stockholm, Stockholm{{Chú thích}}:  Quản lý CS1: địa điểm thiếu nhà xuất bản (liên kết).[12]
- ——— (1974). Lá thư gửi lãnh đạo Xô viết. Collins: Harvill Press. ISBN 978-0-06-013913-1.
- ——— (1975). Bê con húc cây sồi.
- ——— (1976). Lenin ở Zürich.; các chương xuất bản riêng rẽ về Vladimir Lenin, không có chương nào trong số chúng được xuất bản trước thời điểm này, từ Bánh xe đỏ. Chương đầu tiên sau đó đã được đưa vào phiên bản năm 1984 của bản mở rộng Tháng 8 năm 1914 (mặc dù nó đã được viết cùng lúc với phiên bản gốc của tiểu thuyết)[13] và phần còn lại trong Tháng 11 năm 1916 và Tháng 3 năm 1917.
- ——— (1976). Lời cảnh báo phương Tây (5 bài phát biểu; 3 cho người Mỹ năm 1975 và 2 cho người Anh năm 1976).
- ——— (ngày 8 tháng 6 năm 1978). "Harvard Commencement Address". Columbia. Bản gốc lưu trữ ngày 7 tháng 8 năm 2008. Truy cập ngày 23 tháng 8 năm 2012. (Cũng có tại đây[14] cùng video)
- ——— (1980). Nguy cơ chết người: Những quan niệm sai lầm về nước Nga Xô viết và mối đe dọa đối với Hoa Kỳ.
- ——— (1983). Những người đa nguyên (tờ rơi chính trị).
- ——— (1983b). Tháng 11 năm 1916 (tiểu thuyết). Bánh xe đỏ.
- ——— (1983c). Lễ kỷ niệm chiến thắng.
- ——— (1983d). Người tù.
- ——— (ngày 10 tháng 5 năm 1983). Vô thần, Bước đầu tiên đến Gulag (diễn văn). London: Templeton Prize.
- ——— (1984). Tháng 8 năm 1914 (tiểu thuyết) .
- ——— (1990). Tái thiết nước Nga.
- ——— (1990). Tháng 3 năm 1917.
- ——— (1991). Tháng 4 năm 1917. {{Chú thích sách}}: Kiểm tra giá trị ngày tháng trong: |year= (trợ giúp)Quản lý CS1: năm (liên kết)
- ——— (1995). Câu hỏi cho người Nga.
- ——— (1997). Đồng minh vô hình. Basic Books. ISBN 978-1-887178-42-6.
- ——— (1998). Nước Nga dưới trận tuyết lở Россия в обвале (tờ rơi chính trị) (bằng tiếng Nga). Yahoo. Bản gốc (Geo cities) lưu trữ ngày 28 tháng 8 năm 2009.
- ——— (2003). Hai trăm năm chung sống. nói về mối quan hệ giữa hai dân tộc Nga và Do Thái từ 1772, khơi dậy phản ứng công khai mơ hồ.[15][16]
- ——— (2011). Mứt mơ và những câu chuyện khác. Kenneth Lantz, Stephan Solzhenitsyn (bd.). Berkeley, CA: Counterpoint.

### Bản dịch tiếng Việt
- Một ngày trong đời của Ivan Denisovich, Thạch Chương - Trần Lương Ngọc dịch, Sài Gòn, Nguồn Sáng, 1970
  - Một ngày trong đời của Ivan Denisovitr, Đào Tuấn Ảnh dịch, trong Các nhà văn Nga giải Nobel, Hà Nội, Nhà xuất bản Lao động và Trung tâm Văn hoá Ngôn ngữ Đông Tây, 2007
- Khu ung thư, (Tập 1) Vũ Minh Thiều dịch, Sài Gòn, Ngàn Khơi, 1971
- Vòng đầu, Vũ Minh Thiều dịch, Sài Gòn, Ngàn Khơi, 1971
  - Tầng đầu địa ngục, Hải Triều dịch (từ bản tiếng Anh The first circle của Thomas P. White), Sài Gòn, Đất Mới, 1973
  - Vòng đầu địa ngục, Thạch Chương - Thanh Tâm Tuyền dịch từ bản tiếng Pháp Le 1er Cercle
- Bất ngờ tại nhà ga Krechetovka, Lê Vũ dịch, Hành Trình, 1973
- Quần đảo ngục tù, Ngọc Thứ Lang. Trí Dũng, 1974 (Quần đảo Gulag)
- Ngôi nhà của Matriona, Nguyễn Văn Sơn, Trẻ, 1974. Võ Minh Phú dịch, trong Các nhà văn Nga giải Nobel, Hà Nội, Nhà xuất bản Lao động và Trung tâm Văn hoá Ngôn ngữ Đông Tây, 2007.

### Tiểu sử
- Burg, David; Feifer, George (1972). Solzhenitsyn: A Biography. New York: Stein & Day.
- Glottser, Vladimir; Chukovskaia, Elena (1998). Слово пробивает себе дорогу: Сборник статей и документов об А. И. Солженицыне (Slovo probivaet sebe dorogu: Sbornik statei i dokumentov ob A. I. Solzhenitsyne), 1962–1974 [The word finds its way: Collection of articles and documents on AI Solzhenitsyn] (bằng tiếng Nga). Moscow: Russkii put'.
- Korotkov, AV; Melchin, SA; Stepanov, AS (1994). Кремлевский самосуд: Секретные документы Политбюро о писателе А. Солженицыне (Kremlevskii samosud: Sekretnye dokumenty Politburo o pisatele A. Solzhenitsyne) [Kremlin lynching: Secret documents of the Politburo of the writer Alexander Solzhenitsyn] (bằng tiếng Nga). Moscow: Rodina.
- ———; Melchin, SA; Stepanov, AS (1995). Scammell, Michael (biên tập). The Solzhenitsyn Files. Catherine A. Fitzpatrick (tr.). Chicago: Edition q.
- Labedz, Leopold, biên tập (1973). Solzhenitsyn: A Documentary Record. Bloomington: Indiana University.
- Ledovskikh, Nikolai (2003). Возвращение в Матренин дом, или Один день' Александра Исаевича (Vozvrashchenie v Matrenin dom, ili Odin den' Aleksandra Isaevicha) [Return to Matrenin house, or One Day' Aleksandr Solzhenitsyn] (bằng tiếng Nga). Riazan': Poverennyi.
- Ostrovsky Alexander (2004). Солженицын: прощание с мифом (Solzhenitsyn: Farewell to the myth) – Moscow: «Yauza», Presscom. ISBN 5-98083-023-5
- Pearce, Joseph (2001). Solzhenitsyn: A Soul in Exile. Grand Rapids, MI: Baker Books.
- Reshetovskaia, Natal'ia Alekseevna (1975). В споре со временем (V spore so vremenem) [In a dispute over time] (bằng tiếng Nga). Moscow: Agentsvo pechati Novosti.
- ——— (1975). Sanya: My Husband Aleksandr Solzhenitsyn. Elena Ivanoff transl. Indianapolis: Bobbs-Merrill.

### Tác phẩm tham khảo
- Askol'dov, Sergei Alekseevich; Struve, Petr Berngardovich; và đồng nghiệp (1918). Из глубины: Сборник статей о русской революции (Iz glubiny: Sbornik statei o russkoi revoliutsii) [From the depths: Collection of articles on the Russian Revolution] (bằng tiếng Nga). Moscow: Russkaia mysl'.
- ———; Struve, Petr Berngardovich (1986). Woehrlin, William F (biên tập). De Profundis [Out of the Depths]. William F. Woehrlin (tr.). Irvine, CA: C Schlacks, Jr.
- Barker, Francis (1977). Solzhenitsyn: Politics and Form. New York: Holmes & Meier.
- Berdiaev, Nikolai A; Bulgakov, SN; Gershenzon, MO; và đồng nghiệp (1909). Вехи: Сборник статей о русской интеллигенции (Vekhi: Sbornik statei o russkoi intelligentsii) [Milestones: Collection of articles on the Russian intelligentsia] (bằng tiếng Nga). Moscow: Kushnerev.
- ———; Bulgakov, SN; Gershenzon, MO; và đồng nghiệp (1977). Shragin, Boris; Todd, Albert (biên tập). Landmarks: A Collection of Essays on the Russian Intelligentsia. Marian Schwartz transl. New York: Karz Howard.
- Bloom, Harold, biên tập (2001). Aleksandr Solzhenitsyn, Modern Critical Views. Philadelphia: Chelsea House.
- Brown, Edward J (1982), "Solzhenitsyn and the Epic of the Camps", Russian Literature Since the Revolution, Cambridge, MA: Harvard University, tr. 251–91.
- Daprà, Veronika (1991), AI Solzhenitsyn: The Political Writings, Università degli Studi di Venezia; Prof. Vittorio Strada, Dott. Julija Dobrovol'skaja.
- Ericson, Edward E jr (1980). Solzhenitsyn: The Moral Vision. Grand Rapids, MI: Eerdmans.
- ——— (1993). Solzhenitsyn and the Modern World. Washington, DC: Regnery Gateway.
- Feuer, Kathryn, biên tập (1976). Solzhenitsyn: A Collection of Critical Essays. Englewood Cliffs, NJ: Prentice-Hall.
- Golubkov, MM (1999). Aleksandr Solzhenitsyn. Moscow: MGU.
- Klimoff, Alexis (1997). One Day in the Life of Ivan Denisovich: A Critical Companion. Evanston, IL: Northwestern University Press.
- Kodjak, Andrei (1978). Alexander Solzhenitsyn. Boston: Twayne.
- Krasnov, Vladislav (1979). Solzhenitsyn and Dostoevsky: A Study in the Polyphonic Novel. Athens, GA: University of Georgia Press.
- Kopelev, Lev (1983). Ease My Sorrows: A Memoir. Antonina W. Bouis transl. New York: Random House.
- Anatoly Livry, « Soljénitsyne et la République régicide », Les Lettres et Les Arts, Cahiers suisses de critique littéraire et artistiques, Association de la revue Les Lettres et les Arts, Suisse, Vicques, 2011, pp. 70–72. http://anatoly-livry.e-monsite.com/medias/files/soljenitsine-livry-1.pdf
- Lydon, Michael (2001), "Alexander Solzhenitsyn", Real Writing: Word Models of the Modern World, New York: Patrick Press, tr. 183–251.
- Mahoney, Daniel J (2001), Aleksandr Solzhenitsyn: The Ascent From Ideology, Rowman & Littlefield.
- ——— (November–December 2002), "Solzhenitsyn on Russia's 'Jewish Question", Society, tr. 104–09.
- Mathewson, Rufus W jr (1975), "Solzhenitsyn", The Positive Hero in Russian Literature, Stanford, CA: Stanford University Press, tr. 279–340
- McCarthy, Mary (ngày 16 tháng 9 năm 1972), "The Tolstoy Connection", Saturday Review, tr. 79–96
- "Special Solzhenitsyn issue", Modern Fiction Studies, quyển 23, Spring 1977.
- Nivat, Georges (1980). Soljénitsyne [Solzhenitsyn] (bằng tiếng Pháp). Paris: Seuil.
- ——— (2009), Le phénomène Soljénitsyne [The Solzhenitsyn phenomenon] (bằng tiếng Pháp), Fayard
- Nivat; Aucouturier, Michel, biên tập (1971). Soljénitsyne [Solzhenitsyn] (bằng tiếng Pháp). Paris: L'Herne.
- Panin, Dimitri (1976). The Notebooks of Sologdin. John Moore transl. New York: Harcourt Brace Jovanovich.
- Pogadaev, Victor A (October–December 2008), "Solzhenitsyn: Tanpa Karyanya Sejarah Abad 20 Tak Terbayangkan" [Solzhenitsyn: Without History of the 20th Century His work Unimaginable], Pentas (bằng tiếng Indonesia), quyển 3 số 4, Kuala Lumpur, tr. 60–63.
- Pontuso, James F (1990). Solzhenitsyn's Political Thought. Charlottesville: University of Virginia Press.
- ——— (2004), Assault on Ideology: Aleksandr Solzhenitsyn's Political Thought (ấn bản thứ 2), Lanham, MD: Lexington Books, ISBN 978-0-7391-0594-8.
- Porter, Robert (1997). Solzhenitsyn's One Day in the Life of Ivan Denisovich. London: Bristol Classical.
- Remnick, David (ngày 14 tháng 2 năm 1994), "The Exile Returns", New Yorker, tr. 64–83.
- Rothberg, Abraham (1971). Aleksandr Solzhenitsyn: The Major Novels. Ithaca, NY: Cornell University.
- Shneerson, Mariia (1984). Александр Солженицын: Очерки творчества (Aleksandr Solzhenitsyn: Ocherki tvorchestva) [Alexander Solzhenitsyn: Essays on Art] (bằng tiếng Nga). Frankfurt & Moscow: Posev.
- Shturman, Dora (1988). Городу и миру: О публицистике АИ Солженицына (Gorodu i miru: O publitsistike AI Solzhenitsyna) [Urbi et Orbi: About journalism. AI Solzhenitsyn] (bằng tiếng Nga). Paris & New York: Tret'ia volna.
- Solzhenitsyn, Aleksandr; và đồng nghiệp (1980). Berman, Ronald (biên tập). Solzhenitsyn at Harvard: The Address, Twelve Early Responses, and Six Later Reflections. Washington, DC: Ethics & Public Policy Center.
- ——— (1975). Dunlop, John B; Haugh, Richard; Klimoff, Alexis (biên tập). Critical Essays and Documentary Materials. New York & London: Collier Macmillan.
- ——— (1985). Dunlop, John B; Haugh, Richard; Nicholson, Michael (biên tập). In Exile: Critical Essays and Documentary Materials. Stanford: Hoover Institution.
- Toker, Leona (2000), "The Gulag Archipelago and The Gulag Fiction of Aleksandr Solzhenitsyn", Return from the Archipelago: Narrative of Gulag Survivors, Bloomington: Indiana University Press, tr. 101–21, 188–209
- Tolczyk, Dariusz (1999), "A Sliver in the Throat of Power", See No Evil: Literary Cover-Ups and Discoveries of the Soviet Camp Experience, New Haven, CT & London: Yale University Press, tr. 253–310
- Transactions, quyển 29, The Association of Russian-American Scholars in the USA, 1998.
- Urmanov, AV (2003). Творчество Александра Солженицына: Учебное пособие (Tvorchestvo Aleksandra Solzhenitsyna: Uchebnoe posobie) [Creativity Alexander Solzhenitsyn: A Tutorial] (bằng tiếng Nga). Moscow: Flinta/Nauka.
- Urmanov, AV, biên tập (2003), Один деньь Ивана Денисовича АИ Солженицына. Художественный мир. Поэтика. Культурный контекст (Odin den' Ivana Denisovicha. AI Solzhenitsyna: Khudozhestvennyy mir. Poetika. Kul'turnyy kontekst) [One den of Ivan Denisovich. AI Solzhenitsyn: Art world. Poetics. Cultural context] (bằng tiếng Nga), Blagoveshchensk: BGPU.
- Tretyakov, Vitaly (ngày 2 tháng 5 năm 2006). "Aleksandr Solzhenitsyn: 'Saving the Nation Is the Utmost Priority for the State'". The Moscow News. Bản gốc lưu trữ ngày 27 tháng 5 năm 2006.